# Narrow Water Castle

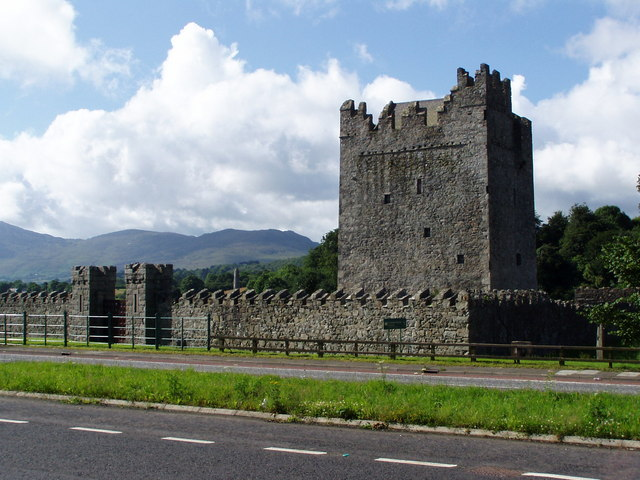
Narrow Water Castle

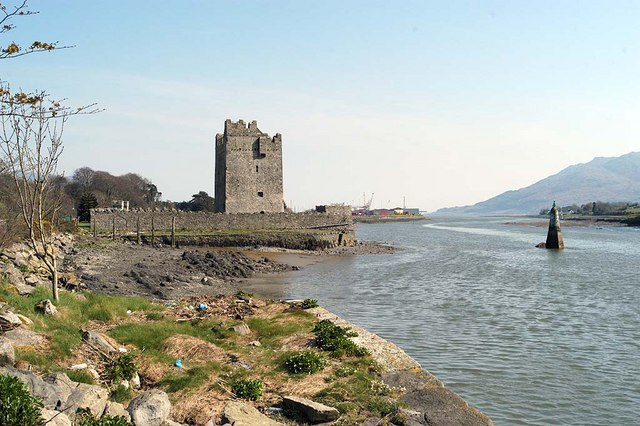
Narrow Water Castle med staden Warrenpoint i bakgrunden. Märket mitt i fjorden visar var gränsen går mellan Nordirland och Irland.

Narrow Water Castle är ett slott nära Warrenpoint i Nordirland, i grevskapet Down vid Carlingford Lough. Narrow Water Castle är byggnadsminneskyddad sedan år 1956. Det är ett av de bäst bevarade byggnaderna från 1600-talet i Nordirland.

## Warrenpointmassakern
Huvudartikel Warrenpointmassakern 
Warrenpointmassakern var ett bombdåd mot den brittisk militären utfört av Provisoriska IRA den 27 augusti 1979. Attacken innebar den största förlusten, orsakad av IRA, för den brittiska militären under en dag, med 18 dödade soldater.  